# Зись, Авнер Яковлевич
Авнер Яковлевич Зись (18 ноября 1910, Умань — 5 сентября 1997) — советский и российский искусствовед, философ-эстетик.

## Биография
Окончил Киевский институт народного образования в 1930 году. Доктор философских наук. Профессор.
Кандидатская диссертация — «Вопросы этики в марксизме» (1939). Член КПСС с 1940 года. Участник Великой Отечественной войны (корреспондент журнала «Пропагандист РККА»). Преподавал философию в московских вузах, в том числе в ГИТИСе и МГУ, читал курс лекций «Основы марксистско-ленинской эстетики» на сценарном отделении: Высших курсов сценаристов и режиссёров. Был референтом министра культуры Е. А. Фурцевой. Докторская диссертация — «Вопросы искусства в марксистской эстетике» (1966). С 1977 — заведующим отделом эстетики и общей теории искусства Российского института искусствознания.
Награждён орденом «Знак Почёта», медалями. Заслуженный деятель науки РСФСР.
Член Союза писателей СССР (1970).
В 1994 году стал лауреатом премии премии имени Г. В. Плеханова За книгу «В поисках художественного смысла», это было первое присуждение премии в истории РАН.
Похоронен в закрытом колумбарий Нового Донском кладбище в Москве.

## Отзывы
«Профессор Авнер Яковлевич Зись рассказывал (1957) мне, что он работал с Крупской и часто виделся с ней. Однажды он высказал какое-то суждение, и Крупская оценила его как неправильное. Зись ответил:
— Так написано у товарища Сталина.
Крупская возразила:
— Ленин считал по-другому. Вы и решайте, с кем вы согласны: с Лениным или со Сталиным.
— С Лениным, — сказал Зись и оглянулся по сторонам».
«Помню, как практически под аплодисменты у нас на учёном совете в институте выступал философ Авнер Яковлевич Зись, устно рецензируя толстенную диссертацию. Ни рукописи, ни листочка с пометками у него под рукой не было, но он щеголял номерами страниц и цитировал назубок длинные абзацы. Учёные были в восхищении. И я с ними. То был цирковой номер. Содержание диссертации уже мало кого интересовало».
«У нас философию, потом марксизм-ленинизм преподавал Авнер Яковлевич Зись. Очень мощный философ

. И он считал, что философия и женщина, особенно артистка, — вещи не совместимые. Всем студенткам он ставил четверки и пятерки. А я пришла к нему в первый раз, ничего этого не зная и воспринимая ещё все всерьез, поэтому осилила какие-то статьи Ленина и „Анти Дюринг“ Энгельса. Несколько лет назад я искала дома какую-то книжку и наткнулась на брошюру „Анти Дюринг“, и там на полях карандашом мои пометки. То есть я его основательно проштудировала. И на экзамене мне попался „Анти Дюринг“. Я сказала что-то вроде: сначала автор пишет так, а в другой главе получается совершенно противоположное. Случилась огромная пауза, преподаватель снял очки с толстыми линзами, протер, надел и с ужасом спросил: „Вы что, читали Анти Дюринг?“ Я честно призналась: „Да, правда, я из остального мало что читала“. И тогда он воскликнул: „Не читайте больше этого, не надо вам, милая моя, пять!“»

## Основные работы
Публикации А. Я. Зися посвящены соотношению философии и искусства, роли художественного творчества.
- О коммунистической морали. Стенограмма публичной лекции, прочитанной в Центральном лектории Общества. Серия: Всесоюзное общество по распространению политических и научных знаний М.: Правда, 1948;
- Художник и время: (Эстетические взгляды Станиславского). М., 1962;
- Искусство и эстетика: введение в искусствоведение. М., 1967;
- Искусство и эстетика: традиционные категории и современные проблемы. М., 1975;
- Виды искусства. М., 1979;
- Конфронтации в эстетике: очерки о природе искусства. М., 1980;
- Лекции по марксистско-ленинской эстетике: В 2 т. М., 1980;
- Эстетика: идеология и методология. М., 1984;
- У истоков журнала «Вопросы философии» // Вопросы философии. 1997. № 7. С. 44—53.